# Wiatsza (wieś)
Wiatsza (ros. Вятша) – wieś (ros. деревня, trb. dieriewnia) w zachodniej Rosji, w osiedlu wiejskim Zaborjewskoje rejonu diemidowskiego w obwodzie smoleńskim.

## Geografia
Miejscowość położona jest w dorzeczu Kaspli, przy drodze regionalnej 66N-0507 (Wierchnieje Chotiakowo – 66K-11 i Diemidow), 15,5 km od centrum administracyjnego osiedla wiejskiego (Zaborje), 9 km od centrum administracyjnego rejonu (Diemidow), 72 km od stolicy obwodu (Smoleńsk), 31 km od granicy z Białorusią.
W granicach miejscowości znajduje się ulica Bieriegowaja (6 posesji).

## Demografia
W 2010 r. miejscowość zamieszkiwały 3 osoby.

## Historia
W czasie II wojny światowej od lipca 1941 roku wieś była okupowana przez hitlerowców. Wyzwolenie nastąpiło we wrześniu 1943 roku.
Na mocy uchwały z dnia 28 maja 2015 roku wszystkie miejscowości (w tym Wiatsza) zlikwidowanej jednostki administracyjnej Karcewskoje weszły w skład osiedla wiejskiego Zaborjewskoje.